# 한완상
한완상(韓完相, 1936년 3월 5일~)은 대한민국의 사회학자이다. 서울대학교 교수, 통일부총리(부총리 겸 통일원 장관), 한국방송통신대학교 총장, 상지대학교 총장, 교육부총리(부총리 겸 교육인적자원부 장관), 한성대학교 총장과 대한적십자사 총재 등을 역임했다.

## 생애
1936년 3월 5일, 충남 당진군에서 태어났다. 서울대학교와 에모리 대학교에서 공부하였다.
박정희 정부 시기 민주화 운동에 가담하여 감옥살이를 했다. 1993년 부총리 겸 통일원장관, 1999년 상지대학교 총장, 2001년 부총리 겸 교육인적자원부장관 등을 지냈다. 2004년 12월 대한적십자사 총재 등을 지냈다.
저서로는 《저 낮은 곳을 향하여》(뉴스앤조이), 《예수없는 예수교회》(김영사)가 있다.

## 학력
- 1952년~1955년 경북고등학교
- 1955년~1959년 서울대학교 사회학과 학사
- 미국 에모리 대학교 대학원 사회학 석사
- 미국 에모리 대학교 대학원 정치학 박사

## 경력
- 1970년~1976년: 서울대학교 문리대학 조교수, 부교수
- 1984년~1993년: 서울대학교 사회학과 교수
- 1993년 2월~1993년 12월: 제18대 부총리 겸 통일원 장관
- 1994년 9월~1998년 9월: 한국방송통신대학교 총장
- 1998년~2001년: 제4대 한민족아리랑연합회 이사장
- 1999년: 제3대 상지대학교 총장
- 2000년 2월~경제정의실천시민연합 통일협회 이사장
- 2001년 1월~2002년 1월: 제43대 부총리 겸 교육인적자원부 장관
- 2002년 10월: 제4대 한성대학교 총장
- 2002년 12월: 노무현대통령후보 사회담당 고문
- 2004년 12월~2007년 12월: 제24대 대한적십자사 총재
- 한민족아리랑연합회 명예이사장
- 경제정의실천시민연합 통일협회 고문
- 서울대학교 명예교수
- 2018년 남북정상회담 원로자문단
- 3·1 운동 및 대한민국 임시 정부 수립 100주년 기념 사업 추진위원회 위원장

## 저서
- 《민중과 지식인》
- 《서울 예수》
- 《한국민중교육론》
- 《한국사회학》
- 《4.19혁명론 1》
- 《다시 한국의 지식인에게》
- 《깊은 신앙 넓은 신학》
- 《저 낮은 곳을 향하여》
- 《밖에서 본 자화상》
- 《예수없는 예수교회》
- 《지식인과 허위의식》
- 《사자가 소처럼 여물을 먹고》

## 상훈
- 1994년 청조근정훈장(1등급)

## 같이 보기
- 에모리 대학
- 상지대학교
- 교육부